# HMS Dreadnought (1875)
Pour les autres navires du même nom, voir HMS Dreadnought.
Le HMS Dreadnought est un cuirassé à coque de fer à vapeur de la Royal Navy lancé en 1875 et retiré du service en 1905.
Il est le cinquième navire de la Royal Navy à porter ce nom.